# Дієго Кастро
Дієго Кастро Хіменес (ісп. Diego Castro Giménez; нар. 2 липня 1982 року, Понтеведра) — іспанський галісійський футболіст, півзахисник.

## Кар'єра
Дієго починав свою кар'єру у клубі «Понтеведра» зі свого рідного міста. 2003 року він перейшов до «Малаги Б», де за три сезони зіграв 90 матчів і забив два м'ячі. У грудні 2005 року Дієго зіграв два матчі за головну команду «Малаги» — проти «Осасуни» (1:2) і «Реала» (0:2). 2006 року Кастро перейшов до хіхонського «Спортінга». За п'ять років у цій команді Дієго провів 170 матчів і забив 39 голів. 2011 року гравець перейшов до «Хетафе» на правах вільного агента.
Завершував кар'єру в Австралії, де грав за місцевий клуб «Перт Глорі» у 2015—2021 роках.

## Виступи за збірну
Провів два матчі за неофіційну збірну Галісії.

## Особисте життя
Батько Дієго, Фернандо Кастро, теж присвятив своє життя футболу. Він тренував клуби різних іспанських ліг, а також попрацював у Португалії.

## Статистика виступів за клуб
Станом на матч, що відбувся 10 травня 2019
| Клуб               | Сезон              | Ліга               | Ліга | Ліга | Кубок | Кубок | Європа | Європа | Загалом | Загалом |
| Клуб               | Сезон              | Дивізіон           | Ігри | Голи | Ігри  | Голи  | Ігри   | Голи   | Ігри    | Голи    |
| ------------------ | ------------------ | ------------------ | ---- | ---- | ----- | ----- | ------ | ------ | ------- | ------- |
| Понтеведра         | 2001/02            | Сегунда Дивізіон Б | 21   | 2    | 0     | 0     | 3      | 0      | 24      | 2       |
| Понтеведра         | 2002/03            | Сегунда Дивізіон Б | 33   | 9    | 2     | 0     | 5      | 3      | 40      | 12      |
| Понтеведра         | Загалом            | Загалом            | 64   | 11   | 2     | 0     | 8      | 3      | 74      | 14      |
| Малага Б           | 2003/04            | Сегунда Дивізіон Б | 24   | 0    | —     | —     | —      | —      | 24      | 0       |
| Малага Б           | 2004/05            | Сегунда Дивізіон Б | 33   | 1    | —     | —     | —      | —      | 33      | 1       |
| Малага Б           | 2005/06            | Сегунда Дивізіон Б | 33   | 1    | —     | —     | —      | —      | 33      | 1       |
| Малага Б           | Загалом            | Загалом            | 90   | 2    | —     | —     | —      | —      | 90      | 2       |
| Малага             | 2005/06            | Ла-Ліга            | 2    | 0    | 0     | 0     | —      | —      | 2       | 0       |
| Спортінг Хіхон     | 2006/07            | Сегунда Дивізіон   | 38   | 7    | 0     | 0     | —      | —      | 38      | 7       |
| Спортінг Хіхон     | 2007/08            | Сегунда Дивізіон   | 37   | 7    | 1     | 0     | —      | —      | 38      | 7       |
| Спортінг Хіхон     | 2008/09            | Ла-Ліга            | 32   | 6    | 2     | 0     | —      | —      | 34      | 6       |
| Спортінг Хіхон     | 2009/10            | Ла-Ліга            | 35   | 10   | 0     | 0     | —      | —      | 35      | 10      |
| Спортінг Хіхон     | 2010/11            | Ла-Ліга            | 28   | 9    | 1     | 0     | —      | —      | 29      | 9       |
| Спортінг Хіхон     | Загалом            | Загалом            | 170  | 30   | 4     | 0     | —      | —      | 174     | 30      |
| Хетафе             | 2011/12            | Ла-Ліга            | 31   | 7    | 0     | 0     | —      | —      | 31      | 7       |
| Хетафе             | 2012/13            | Ла-Ліга            | 34   | 7    | 3     | 0     | —      | —      | 37      | 7       |
| Хетафе             | 2013/14            | Ла-Ліга            | 32   | 1    | 3     | 0     | —      | —      | 35      | 1       |
| Хетафе             | 2014/15            | Ла-Ліга            | 32   | 3    | 4     | 1     | —      | —      | 36      | 4       |
| Хетафе             | Загалом            | Загалом            | 129  | 18   | 10    | 1     | —      | —      | 139     | 19      |
| Перт Глорі         | 2015/16            | A-Ліга             | 26   | 13   | 3     | 0     | —      | —      | 29      | 13      |
| Перт Глорі         | 2016/17            | A-Ліга             | 27   | 13   | 0     | 0     | —      | —      | 27      | 13      |
| Перт Глорі         | 2017/18            | A-Ліга             | 22   | 7    | 0     | 0     | —      | —      | 10      | 2       |
| Перт Глорі         | 2018/19            | A-Ліга             | 21   | 9    | 0     | 0     | —      | —      | 21      | 9       |
| Перт Глорі         | Загалом            | Загалом            | 96   | 42   | 3     | 0     | —      | —      | 66      | 28      |
| Загалом за кар'єру | Загалом за кар'єру | Загалом за кар'єру | 492  | 76   | 17    | 1     | 8      | 3      | 517     | 80      |

1. 1 2  Ігри в плей-оф за підвищення в класі